# Betlanovce
Betlanovce (niem. Bettelsdorf, Bettlersdorf, Bethlensdorf, Bethelsdorf; węg. Betlenfalu, 1311 Betlehem, 1349 Bethlemfalva) – miejscowość i gmina (obec) w środkowo-wschodniej Słowacji, w powiecie Nowa Wieś Spiska w kraju koszyckim. Znajduje się w Kotlinie Popradzkiej.
Najstarsza wzmianka o miejscowości pochodzi z roku 1311. Osada jest uznawana za kolebkę rodu Turzonów, od nazwy której pochodzi druga część ich nazwiska von Bethlenfalva.
Najbardziej znanym zabytkiem we wsi jest kasztel w Betlanovcach.